# Список 25 лидеров плей-офф НБА по блок-шотам за всю историю лиги

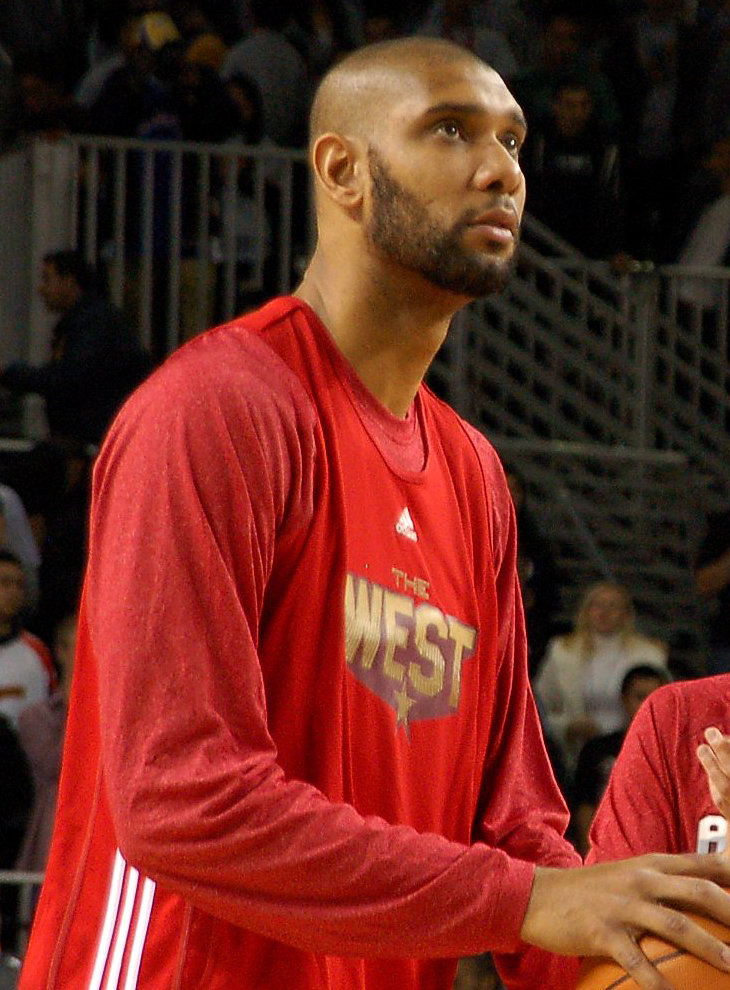
Тим Данкан — лидер плей-офф НБА по блок-шотам за всю историю лиги

Этот список содержит 25 игроков, сделавших наибольшее количество блок-шотов в играх плей-офф Национальной баскетбольной ассоциации за карьеру. Полный список лидеров в данной номинации опубликован на сайте basketball-reference.com.
В баскетболе «блок-шот» означает ситуацию, когда игрок защиты блокирует по правилам бросок соперника и характеризует действия баскетболиста в защите. Основными блокирующими игроками являются игроки передней линии — центровые и тяжёлые форварды. Однако игроки других позиций, имеющие хороший прыжок и координацию, зачастую становятся лучшими в данном показателе. В НБА лучшим игроком по блок-шотам считается игрок с самым большим средним показателем по ним за игру. Впервые эта номинация была введена в сезоне 1973/74 годов, когда стала вестись статистика по ним, поэтому у баскетболистов, игравших до 1973 года, блок-шоты в статистике отсутствуют.
Лишь один баскетболист на данный момент набрал более 500 блок-шотов, 4 игрока преодолели рубеж в 400 баллов и 7 человек имеют в своём активе более 300 блок-шотов.
Единственным игроком, преодолевшим рубеж в 500 блок-шотов, является Тим Данкан, который достиг этого результата в плей-офф 2013 года. Данкан завершил свою профессиональную карьеру по окончании плей-офф 2016 года, заблокировав в итоге 568 бросков соперника.
В плей-офф 1988 года планку в 450 блок-шотов преодолел Карим Абдул-Джаббар, закончивший свои выступления в НБА в следующем году с результатом в 476 баллов. Спустя 10 лет, в плей-офф 1998 года, ту же отметку преодолел Хаким Оладжьювон, завершивший свою спортивную карьеру через четыре года с результатом в 472 блок-шота. В плей-офф 2010 года это достижение повторил Шакил О’Нил, закончивший свои выступления в ассоциации в следующем году с результатом в 459 баллов. Остальные баскетболисты намного отстают от четвёрки лидеров.
Лидером же по среднему показателю за игру в настоящее время является Хаким Оладжьювон, который по окончании карьеры имеет в своём активе результат в 3,26 блок-шота в среднем за игру. Второе место по этому показателю занимает Марк Итон, который по итогам своих выступлений блокировал по 2,84 броска в среднем за игру. На третьем месте идёт завершивший свою карьеру в 1996 году Мануте Бол, показатель которого составляет 2,66 блок-шота в среднем за игру.
В данный список входят четыре действующих баскетболиста, самым результативным из них является Леброн Джеймс, занимающий пока девятое место.

## Легенда к списку
| Поз.    | ЛФ             | ТФ              | Ц         | Прим.      |
| Позиция | Лёгкий форвард | Тяжёлый форвард | Центровой | Примечания |

| ^ | Отмечены игроки, выступающие в НБА по сей день                          |
| * | Избраны в Зал славы баскетбола                                          |
|   | Недавно закончил карьеру, но пока не избран в Зал славы                 |
|   | Закончил карьеру более 10 лет назад, но так и не был избран в Зал славы |

## Список
По состоянию на 23 июня 2025 года (на момент окончания плей-офф 2025 года, следующий плей-офф стартует в апреле 2026 года)
| Место  | Игрок                | Фото | Поз.   | Год рождения | Клубы (годы) | Всего блок-шотов | Игр сыграно | Блок-шотов за игру | Зал славы | Прим.         |
| ------ | -------------------- | ---- | ------ | ------------ | --- | ---------------- | ----------- | ------------------ | --------- | ------------- |
| 1      | Тим Данкан*          |      | ТФ/ Ц  | 1976         | Сан-Антонио Спёрс (1998—1999, 2001—2016) | 568              | 251         | 2,26               | 2020      | [ 7 ] [ 8 ]   |
| 2      | Карим Абдул-Джаббар* |      | Ц      | 1947         | Милуоки Бакс (1970—1973) Милуоки Бакс (1973—1974) Лос-Анджелес Лейкерс (1977—1989)                                                                          | 476              | 196         | 2,43               | 1995      | [ 11 ] [ 12 ] |
| 3      | Хаким Оладжьювон*    |      | Ц      | 1963         | Хьюстон Рокетс (1985—1991, 1993—1999) Торонто Рэпторс (2002)                                                                                                | 472              | 145         | 3,26               | 2008      | [ 13 ] [ 14 ] |
| 4      | Шакил О’Нил*         |      | Ц      | 1972         | Орландо Мэджик (1994—1996) Лос-Анджелес Лейкерс (1997—2004) Майами Хит (2005—2007) Финикс Санз (2008) Кливленд Кавальерс (2010) Бостон Селтикс (2011)       | 459              | 216         | 2,13               | 2016      | [ 15 ] [ 16 ] |
| 5      | Дэвид Робинсон*      |      | Ц      | 1965         | Сан-Антонио Спёрс (1990—1991, 1993—1996, 1998—2003) | 312              | 123         | 2,54               | 2009      | [ 17 ] [ 18 ] |
| 6      | Роберт Пэриш*        |      | Ц      | 1953         | Голден Стэйт Уорриорз (1977) Бостон Селтикс (1981—1993) Шарлотт Хорнетс (1995) Чикаго Буллз (1997)                                                          | 309              | 184         | 1,68               | 2003      | [ 19 ] [ 20 ] |
| 7      | Патрик Юинг*         |      | Ц      | 1962         | Нью-Йорк Никс (1988—2000) Орландо Мэджик (2002) | 303              | 139         | 2,18               | 2008      | [ 21 ] [ 22 ] |
| 8      | Серж Ибака           |      | ТФ/ Ц  | 1989         | Оклахома-Сити Тандер (2010—2014, 2016) Торонто Рэпторс (2017—2020) Лос-Анджелес Клипперс (2021) Милуоки Бакс (2022)                                         | 292              | 152         | 1,92               | —         | [ 23 ] [ 24 ] |
| 9      | Леброн Джеймс^       |      | ЛФ/ ТФ | 1984         | Кливленд Кавальерс (2006—2010, 2015—2018) Майами Хит (2011—2014) Лос-Анджелес Лейкерс (2020—2021, 2023—2025)                                                | 284              | 292         | 0,97               | —         | [ 25 ] [ 26 ] |
| 10     | Кевин Макхейл*       |      | ТФ     | 1957         | Бостон Селтикс (1981—1993) | 281              | 169         | 1,66               | 1999      | [ 27 ] [ 28 ] |
| 11     | Дикембе Мутомбо*     |      | Ц      | 1966 — 2024  | Денвер Наггетс (1994—1995) Атланта Хокс (1997—1999) Филадельфия-76 (2001—2002) Нью-Джерси Нетс (2003) Нью-Йорк Никс (2004) Хьюстон Рокетс (2005, 2007—2009) | 251              | 101         | 2,49               | 2015      | [ 29 ] [ 30 ] |
| 12     | Бен Уоллес*          |      | Ц/ ТФ  | 1974         | Детройт Пистонс (2002—2006) Чикаго Буллз (2007) Кливленд Кавальерс (2008—2009)                                                                              | 250              | 130         | 1,92               | 2021      | [ 31 ] [ 32 ] |
| 13     | Дуайт Ховард         |      | Ц      | 1985         | Орландо Мэджик (2007—2011) Лос-Анджелес Лейкерс (2013, 2020) Хьюстон Рокетс (2014—2016) Атланта Хокс (2017) Филадельфия-76 (2021)                           | 248              | 125         | 1,98               | —         | [ 33 ] [ 34 ] |
| 14     | Эл Хорфорд^          |      | ТФ/ Ц  | 1986         | Атланта Хокс (2008—2013, 2015—2016) Бостон Селтикс (2017—2019) Филадельфия-76 (2020) Бостон Селтикс (2022—2025)                                             | 243              | 197         | 1,23               | —         | [ 35 ] [ 36 ] |
| 15     | Джулиус Ирвинг*      |      | ЛФ     | 1950         | Филадельфия-76 (1977—1987) | 239              | 141         | 1,70               | 1993      | [ 37 ] [ 38 ] |
| 16     | Пау Газоль*          |      | ТФ/ Ц  | 1980         | Мемфис Гриззлис (2004—2006) Лос-Анджелес Лейкерс (2008—2013) Чикаго Буллз (2015) Сан-Антонио Спёрс (2017—2018)                                              | 233              | 136         | 1,71               | 2023      | [ 39 ] [ 40 ] |
| 17     | Дрэймонд Грин^       |      | ТФ/ ЛФ | 1990         | Голден Стэйт Уорриорз (2013—2019, 2022—2023, 2025) | 225              | 169         | 1,33               | —         | [ 41 ] [ 42 ] |
| 17-(T) | Рашид Уоллес         |      | ТФ/ Ц  | 1974         | Портленд Трэйл Блэйзерс (1997—2003) Детройт Пистонс (2004—2009) Бостон Селтикс (2010)                                                                       | 225              | 177         | 1,27               | —         | [ 43 ] [ 44 ] |
| 17-(T) | Роберт Орри          |      | ТФ/ ЛФ | 1970         | Хьюстон Рокетс (1993—1996) Лос-Анджелес Лейкерс (1997—2003) Сан-Антонио Спёрс (2004—2008)                                                                   | 225              | 244         | 0,92               | —         | [ 45 ] [ 46 ] |
| 20     | Колдуэлл Джонс       |      | Ц      | 1950         | Филадельфия-76 (1977—1982) Чикаго Буллз (1985) Портленд Трэйл Блэйзерс (1986—1989) Сан-Антонио Спёрс (1990)                                                 | 223              | 119         | 1,87               | —         | [ 47 ] [ 48 ] |
| 21     | Элвин Хейз*          |      | ТФ/ Ц  | 1945         | Сан-Диего Рокетс (1969) Балтимор Буллетс (1973) Кэпитал/ Вашингтон Буллетс (1974—1980) Хьюстон Рокетс (1982)                                                | 222              | 85          | 2,61               | 1990      | [ 49 ] [ 50 ] |
| 22     | Алонзо Моурнинг*     |      | Ц      | 1970         | Шарлотт Хорнетс (1993, 1995) Майами Хит (1996—2001, 2005—2007)                                                                                              | 215              | 95          | 2,26               | 2014      | [ 51 ] [ 52 ] |
| 23     | Марк Итон            |      | Ц      | 1957 — 2021  | Юта Джаз (1984—1993) | 210              | 74          | 2,84               | —         | [ 53 ] [ 54 ] |
| 24     | Кевин Дюрант^        |      | ЛФ/ АЗ | 1988         | Оклахома-Сити Тандер (2010—2014, 2016) Голден Стэйт Уорриорз (2017—2019) Бруклин Нетс (2021—2022) Финикс Санз (2023—2024)                                   | 204              | 170         | 1,20               | —         | [ 55 ] [ 56 ] |
| 25     | Кевин Гарнетт*       |      | ТФ/ Ц  | 1976         | Миннесота Тимбервулвз (1997—2004) Бостон Селтикс (2008, 2010—2013) Бруклин Нетс (2014)                                                                      | 186              | 143         | 1,30               | 2020      | [ 57 ] [ 58 ] |

## Комментарии
1. ↑  Игроки НБА включаются в Зал славы баскетбола не ранее, чем через 5 полных лет после окончания карьеры[5], а с 2016 года этот период был сокращён до четырёх лет[6].
2. ↑  Это список НБА и в него не входят сезоны, проведённые игроками в других лигах, таких как АБА и прочих.
3. ↑  Количество сделанных блок-шотов в среднем за игру, округляется до сотых.
4. ↑  Сменил имя 1 мая 1971 года после первой победы в НБА и принятия ислама, имя при рождении Фердинанд Льюис Алсиндор-младший или просто Льюис Алсиндор. Его новое имя, Карим Абдул-Джаббар, означает: «щедрый, слуга всесильного» (Аллаха)[9].
5. ↑  Первые четыре сезона в карьере Карима Абдул-Джаббара статистика по блок-шотам ещё не велась.
6. ↑  Первые пять сезонов в карьере Элвина Хейза статистика по блок-шотам ещё не велась.